# 十田美里
十田 美里（とだ みり、1991年3月28日 - ）は、大阪府出身の柔道選手。階級は48kg級。身長157cm。血液型はO型。組み手は左組み。段位は弐段。得意技は大外刈。現在は自衛隊体育学校に所属している。

## 人物
6歳の時に柔道を始めた。高石中学から埼玉栄高校へ進むと、3年の時にインターハイ48kg級で5位となった。近畿大学に進学後、1年の時に全日本ジュニアで2位となった。2年の時も2位だったが世界ジュニア代表に選ばれて、その決勝では全日本ジュニアの決勝で敗れた藤村女子高校1年の玉置桃を判定(3－0)で破って優勝した。3年の時には講道館杯で3位となった。4年の時には講道館杯の準決勝で藤枝順心高校の岡本理帆を技ありで破るが、決勝では世界チャンピオンであるコマツの浅見八瑠奈に0－3の判定で敗れて2位となった。大学卒業後の2013年には自衛隊体育学校に入校した。2014年には実業柔道選手権とヨーロッパオープン・グラスゴーで優勝を飾った。
　　　　　　　　　　　　　　　　　　　　　　

## 戦績
- 2008年 - インターハイ　5位
- 2009年 - 全日本ジュニア　2位
- 2010年 - ベルギー国際　3位
- 2010年 - フランスジュニア国際　3位
- 2010年 - 韓国ジュニア国際　優勝
- 2010年 - 全日本ジュニア　2位
- 2010年 - 学生体重別　2位
- 2010年 - 世界ジュニア　優勝
- 2011年 - 講道館杯　3位
- 2011年 - グランプリ・アムステルダム　5位
- 2011年 - グランプリ・青島　3位
- 2012年 - 学生体重別　3位
- 2012年 - 講道館杯　2位
- 2013年 - ヨーロッパオープン・オーバーヴァルト　5位
- 2013年 - 講道館杯　5位
- 2013年 - グランドスラム・東京 5位
- 2014年 - ヨーロッパオープン・ローマ　3位
- 2014年 - 体重別　3位
- 2014年 - 実業柔道選手権　優勝
- 2014年 - ヨーロッパオープン・グラスゴー 優勝
- 2015年 - 実業柔道選手権　3位
- 2015年 - 国体成年女子の部　2位

(出典、JudoInside.com)